# Liste der Baudenkmale in Oldenburg (Oldb) – Auguststraße
In der Liste der Baudenkmale in Oldenburg (Oldb) – Auguststraße stehen alle Baudenkmale der Auguststraße in Oldenburg (Oldb).  Die Quelle der IDs und der Beschreibungen ist der Denkmalatlas Niedersachsen.
Der Stand der Liste ist das Jahr 2022(39).

## Allgemein
In den Spalten befinden sich folgende Informationen:
- Lage: die Adresse des Baudenkmales und die geographischen Koordinaten. Kartenansicht, um Koordinaten zu setzen. In der Kartenansicht sind Baudenkmale ohne Koordinaten mit einem roten Marker dargestellt und können in der Karte gesetzt werden. Baudenkmale ohne Bild sind mit einem blauen Marker gekennzeichnet, Baudenkmale mit Bild mit einem grünen Marker.
- Bezeichnung: Bezeichnung des Baudenkmales
- Beschreibung: die Beschreibung des Baudenkmales. Unter § 3 Abs. 2 NDSchG werden Einzeldenkmale und unter § 3 Abs. 3 NDSchG Gruppen baulicher Anlagen und deren Bestandteile ausgewiesen.
- ID: die Objekt-ID des Baudenkmales
- Bild: ein Bild des Baudenkmales, ggf. zusätzlich mit einem Link zu weiteren Fotos des Baudenkmals im Medienarchiv Wikimedia Commons. Wenn man auf das Kamerasymbol klickt, können Fotos zu Baudenkmalen aus dieser Liste hochgeladen werden:

Zurück zur Hauptliste
| Lage                                       | Bezeichnung         | Beschreibung | ID       | Bild |
| ------------------------------------------ | ------------------- | --- | -------- | ---- |
| Auguststraße 5 53° 8′ 32″ N, 8° 12′ 12″ O  | Artilleriekaserne V | Nebengebäude des ehem. Zeughauses in der Ofener Straße 15. 1862/63 nach Entwürfen von Dietrich Hillerns errichteter dreigeschossiger Ziegelbau unter traufständigem Satteldach. Rundbogenfenster, im Obergeschoss als Zwillingsfenster ausgebildet; Gliederung durch Sohlbankgesimse, Lisenenrahmung der fensterlosen Außenachsen. Klötzchenfries an der Traufe. Giebelseiten mit Stufengiebeln. An der Nordostecke Einbau einer Pförtnerloge in den 1950er Jahren. | 37455753 | BW   |
| Auguststraße 12 53° 8′ 33″ N, 8° 12′ 14″ O | Wohnhaus            | Zweigeschossiger, sechsachsiger verputzter Massivbau mit Mansarddach. Obergeschoss und vierachsiges Dachhaus mit vorgeblendeter Ziegelfassade und aufgeputzten Eckrustizierungen. | 37419494 | BW   |
| Auguststraße 18 53° 8′ 35″ N, 8° 12′ 14″ O | Wohnhaus            | Zweigeschossiger, traufständiger Massivbau unter Giebelmansarddach mit zweiachsigem straßenseitigen Schmuckgiebel (geschweifter Dachabschluss) | 37419514 | BW   |
| Auguststraße 31 53° 8′ 38″ N, 8° 12′ 13″ O | Liebfrauenschule    | Zweigeschossiger verputzter Massivbau auf Souterraingeschoss, 1904 von Architekt Westholt als katholische Mädchenschule errichtet. Eingangsachse risalitartig vorgezogen mit steilem Satteldach. | 37455679 | BW   |
| Auguststraße 38 53° 8′ 39″ N, 8° 12′ 15″ O | Wohnhaus            | Eineinhalbgeschossiger verputzter Massivbau auf Souterraingeschoss mit quadratischem Grundriss. Satteldach giebelständig zur Auguststraße. Vierachsige Fassade mit Stuckdekor in Form von Gesimsen, Fensterrahmungen. Löwenreliefs in den Brüstungsfeldern der beiden mittleren Obergeschossfenster. Eckgebäude zur Katharinenstraße, dort eingeschossiger Eingangsvorbau. Errichtet 1875 von Zimmermeister Mönning für J. F. Oncken. | 37476353 | BW   |
| Auguststraße 47 53° 8′ 42″ N, 8° 12′ 14″ O | Wohnhaus            | Eineinhalbgeschossiger verputzter Massivbau auf Souterraingeschoss mit giebelständigem Satteldach. | 37473682 | BW   |
| Auguststraße 49 53° 8′ 43″ N, 8° 12′ 14″ O | Wohnhaus            | Zweigeschossiger, vierachsiger verputzter Massivbau auf Souterraingeschoss mit flachem Walmdach. Aufgeputzte Rustizierung, umlaufende Gesimse, Kranzgesims mit Stuckdekor (Blumen und Pflanzenmotive) unter Klötzchenfries. Vor dem EG Wintergarten, Obergeschossfenster durch Verdachungen hervorgehoben. 1876 vermutlich von August Töbelmann errichtet. | 37454924 | BW   |
| Auguststraße 50 53° 8′ 43″ N, 8° 12′ 15″ O | Wohnhaus            | Zweigeschossiger, verputzter Massivbau mit Mansarddach. Fassade mit Eckrustizierung, im EG Schaufenster mit mittigem Eingang. OG vier Fenster, betont durch Dachhaus mit seitlichen Voluten und Dreiecksgiebel. 1905 von Unternehmer W. Mehrens errichtet. | 37473703 | BW   |
| Auguststraße 51 53° 8′ 43″ N, 8° 12′ 14″ O | Wohnhaus            | Zweigeschossiger, vierachsiger verputzter Massivbau auf Souterraingeschoss mit flachem Walmdach. Umlaufende Gesimse, Kranzgesims mit Stuckdekor (Blumen und Pflanzenmotive) unter Klötzchenfries. Vor dem EG Wintergarten, Obergeschossfenster durch Verdachungen hervorgehoben.1878/79 von August Töbelmann errichtet. | 37454946 | BW   |
| Auguststraße 53 53° 8′ 44″ N, 8° 12′ 14″ O | Wohnhaus            | Zweigeschossiger, vierachsiger verputzter Massivbau auf Souterraingeschoss mit flachem Walmdach. Aufgeputzte Rustizierung, umlaufende Gesimse, Kranzgesims mit Stuckdekor (Blumen und Pflanzenmotive) unter Klötzchenfries. Vor dem EG Wintergarten, Obergeschossfenster durch Verdachungen hervorgehoben. 1877 errichtet. | 37454968 | BW   |
| Auguststraße 54 53° 8′ 44″ N, 8° 12′ 15″ O | Wohnhaus            | Eineinhalbgeschossiger verputzter Massivbau mit giebelständigem Satteldach und hohem Sockelgeschoss. Aufgeputzte Rustizierung, umlaufende Gurtgesimse. Seitlich zweigeschossiger Eingangsvorbau mit eigenem Satteldach. 1886 errichtet. | 37455013 | BW   |
| Auguststraße 55 53° 8′ 44″ N, 8° 12′ 14″ O | Wohnhaus            | Zweigeschossiger, vierachsiger verputzter Massivbau auf Souterraingeschoss mit flachem Walmdach. Aufgeputzte Rustizierung, umlaufende Gesimse, vor dem EG Wintergarten. Im Giebeldreieck Fenstergruppe mit Pilasterrahumg und Architrav, in halbrunder Nische Frauenskulptur. 1876 von Architekt Wempe errichtet. | 37454990 | BW   |
| Auguststraße 56 53° 8′ 44″ N, 8° 12′ 15″ O | Wohnhaus            | Eineinhalbgeschossiger, vierachsiger verputzter Massivbau auf Souterraingeschoss mit giebelständigem Satteldach. Eingang auf der rechten Traufseite in einem eineinhalbgeschossigen Vorbau mit Walmdach. Eingeritzte Rustizierung, umlaufende Gesimse, Obergeschossfenster durch Verdachungen hervorgehoben. Vorgarten mit Eisenzaun. 1886 errichtet. | 37455035 | BW   |
| Auguststraße 61 53° 8′ 46″ N, 8° 12′ 13″ O | Wohnhaus            | Eineinhalbgeschossiger, vierachsiger verputzter Massivbau auf Souterraingeschoss mit giebelständigem Satteldach. Eingeritzte Querfugen, umlaufende Gesimse, Obergeschossfenster durch Verdachungen und Brüstungen hervorgehoben. Eingang an der rechten Traufseite in einem zweigeschossigen Vorbau mit eigenem Satteldach. 1886 von Carl F. Spieske errichtet. | 37455057 | BW   |
| Auguststraße 62 53° 8′ 46″ N, 8° 12′ 15″ O | Wohnhaus            | Zweigeschossiger verputzter Massivbau auf Souterraingeschoss mit Mansarddach, Eckturm mit Pyramidendach. Risalitartige Vorsprünge an der West- und Südseite mit Pilastergliederung und geschweiften Ziergiebeln. Errichtung Ende 19. Jahrhundert. | 37455235 | BW   |
| Auguststraße 63 53° 8′ 47″ N, 8° 12′ 13″ O | Wohnhaus            | Zweigeschossiger, vierachsiger Putzbau auf hohem Sockelgeschoss mit Walmdach. Sockel- und EG mit eingeritzten Querfugen. dreiseitiger Standerker mit Balkon auf der linken Fassadenseite. Fassade durch Gesimse und Brüstungsfeldern sowie Fensterverdachungen im OG mit floralen Dekor. Eingang in der vierten Achse mit architektonischer Rahmung. Dazugehöriger Vorgarten mit schmiedeeisernem Zaun. 1895 von Architekt Albert Johann Roskamp errichtet. | 37455079 | BW   |
| Auguststraße 64 53° 8′ 47″ N, 8° 12′ 15″ O | Wohnhaus            | Zweigeschossiger Massivbau mit hohem Sockelgeschoss und Walmdach. Die vierachsige Fassade ist ziegelsichtig mit aufgeputzten Zierelementen wie Gesimsen und Fensterrahmungen. Die linke Seite der Fassade nimmt ein dreiseitiger Erker mit Wintergarten im OG ein. 1894 von Johann Heinrich Mönning errichtet. | 37455257 | BW   |
| Auguststraße 65 53° 8′ 47″ N, 8° 12′ 13″ O | Wohnhaus            | Zweigeschossiger, vierachsiger Putzbau auf hohem Sockelgeschoss mit Walmdach. Sockel- und EG mit eingeritzten Querfugen. dreiseitiger Standerker mit Balkon auf der linken Fassadenseite. Fassade durch Gesimse und Brüstungsfeldern sowie Fensterverdachungen im OG gegliedert. Die rechte Fassadenhälfte im EG ebenfalls zu einem dreiseitigen Standerker vorgezogen. Vorgarten mit eisernem Zaun. 1895 von Architekt Albert Johann Roskamp errichtet. | 37455101 | BW   |
| Auguststraße 66 53° 8′ 47″ N, 8° 12′ 14″ O | Villa               | Zweigeschossige, repräsentative Villa im Stil der Neorenaissance mit Walmdach. Ziegelsichtige Fassaden mit zweigeschossigem Standerker an der Westseite, danebenliegender Eingang zurückgesetzt unter säulengestütztem Balkon mit ornamental gefertigten Gitter aus Schmiedeeisen. Gliederungselemente wie Gesimse und Fensterrahmungen aus Stuck. An der Ecke zur Margaretenstraße angebauter Wintergarten. Wandfeste Innenausstattung und Ausmalung des Treppenhauses erhalten. 1893 von Architekt Mönning errichtet. Um 1900 wurde im Sockelgeschoss eine „Grotte“ angefügt. Architekt: J. D. Schelling. | 37455279 | BW   |
| Auguststraße 66 53° 8′ 47″ N, 8° 12′ 15″ O | Garten              | Villengarten und Grottenarchitektur im Sockelgeschoss der Villa. Mauer als Einfriedung an der Margaretenstraße, eiserner Zaun an der Auguststraße. | 43149305 | BW   |
| Auguststraße 67 53° 8′ 48″ N, 8° 12′ 12″ O | Wohnhaus            | Zweigeschossiger, ziegelsichtiger Massivbau auf hohem Sockelgeschoss mit Mansarddach. Eckbau mit zwei Schaufassaden, Betonung durch dreigeschossigen Eckturm. Zur Auguststraße mittig Risalit mit Volutengiebel. Vorgarten mit Einfriedung. 1896 Albert Johann Roskamp für Bankier Otto Dählmann errichtet. | 37455123 | BW   |
| Auguststraße 68 53° 8′ 48″ N, 8° 12′ 14″ O | Wohnhaus            | Eineinhalbgeschossiger Putzbau mit hohem Sockelgeschoss und giebelständigem Satteldach. Aufgeputzte Querfugen, Verdachungen der Fenster im OG mit Segmentbögen. Die beiden linken Achsen risalitartig vorgezogen. Eingang an der rechten Traufseite in einem zweigeschossigen Vorbau mit Satteldach. 1897 von Diedrich Anton Willers errichtet. | 37455301 | BW   |
| Auguststraße 69 53° 8′ 48″ N, 8° 12′ 12″ O | Wohnhaus            | Zweigeschossiger, Putzbau auf hohem Sockelgeschoss mit Walmdach. Im EG zweiachsiger Altan, rechts davon Eingangsportal mit Dreiecksgiebel. OG vierachsig. Fensteröffnungen durch gerade Verdachungen paarweise zusammengefasst. 1896 wohl von Albert Joahnn Roskamp errichtet. | 37455145 | BW   |
| Auguststraße 70 53° 8′ 49″ N, 8° 12′ 14″ O | Wohnhaus            | Eineinhalbgeschossiger Putzbau mit hohem Sockelgeschoss und giebelständigem Satteldach. Aufgeputzte Querfugen, Verdachungen der Fenster im OG. Die beiden linken Achsen risalitartig vorgezogen. Eingang an der rechten Traufseite in einem zweigeschossigen Vorbau mit Satteldach. 1894 von Architekt Roskamp errichtet. | 37455323 | BW   |
| Auguststraße 71 53° 8′ 49″ N, 8° 12′ 12″ O | Wohnhaus            | Zweigeschossiger, ziegelsichtiger Massivbau auf hohem Sockelgeschoss mit Walmdach. Im EG dreiachsiger Altan, rechts davon zwei Achsen, mit Eingangsportal im Sockelgeschoss. OG vierachsig. 1896 wohl von Albert Johann Roskamp errichtet. | 37455167 | BW   |
| Auguststraße 72 53° 8′ 49″ N, 8° 12′ 12″ O | Wohnhaus            | Zweigeschossiger Putzbau auf hohem Sockelgeschoss mit Walmdach. EG mit zweiachsigem Altan, Auf der rechten Fassadenseite Eingang in Rundbogenöffnung. Ursprünglicher Fassadenschmuck entfernt. An der Straßenseite schmiedeeiserne Einfriedung. 1896 von Albert Johann Roskamp errichtet. | 37455189 | BW   |
| Auguststraße 73 53° 8′ 49″ N, 8° 12′ 14″ O | Wohnhaus            | Eineinhalbgeschossiger Putzbau mit hohem Sockelgeschoss und giebelständigem Satteldach. Eingang an der rechten Traufseite in einem zweigeschossigen Vorbau mit Satteldach. | 37455345 | BW   |
| Auguststraße 75 53° 8′ 50″ N, 8° 12′ 11″ O | Wohnhaus            | Zweigeschossiger, fünfachsiger Putzbau auf hohem Sockelgeschoss mit Walmdach. Die ersten beiden Achsen zu einem dreiseitigen Altan vorgezogen. Vorbau im Sockelgeschoss mit Austritt. in der rechten Achse Eingangsportal mit segmentbogenförmiger Verdachung. Gerade Verdachungen der Obergeschossfenster. 1895 errichtet. | 37455213 | BW   |
| Auguststraße 81 53° 8′ 51″ N, 8° 12′ 11″ O | Wohnhaus            | Zweigeschossiges, verputztes Eckgebäude mit Walmdach. Umlaufende Gesimse, abgefaste Ecke mit Altan. Vorgarten mit gusseisernem Zaun. | 37455460 | BW   |
| Auguststraße 82 53° 8′ 52″ N, 8° 12′ 13″ O | Wohnhaus            | Zweigeschossiger, fünfachsiger Putzbau auf hohem Sockelgeschoss mit Walmdach. Eingang in der linken Achse; vierte und fünfte Achse leicht vorgezogen und durch Altan und Dreiecksgiebel betont. Im OG Rundbogenfenster mit geraden Verdachungen. 1894 von Albert Johann Roskamp errichtet. | 37455367 | BW   |
| Auguststraße 83 53° 8′ 52″ N, 8° 12′ 11″ O | Wohnhaus            | Zweigeschossiger, fünfachsiger Putzbau auf hohem Sockelgeschoss mit Walmdach. Fassade mit Putzfugen, Gurtgesimsen und vorkragendem Kranzgesims, Fensterverdachungen und Brüstungsfelder mit Balustern. Die beiden ersten Achsen zu einem Risalit vorgezogen, hier die Fenster mit Pilasterrahmung. Eingang mit Rahmung und Segmentgiebel in der fünften Achse. Vorgarten mit gusseisernem Zaun. | 37455483 | BW   |
| Auguststraße 84 53° 8′ 52″ N, 8° 12′ 12″ O | Wohnhaus            | Zweigeschossiger, fünfachsiger Putzbau auf hohem Sockelgeschoss mit Walmdach. Eingang in der linken Achse; vierte und fünfte Achse leicht vorgezogen und durch Altan und Dreiecksgiebel betont. Im OG Rundbogenfenster mit geraden Verdachungen. 1894 von Albert Johann Roskamp errichtet. | 37455390 | BW   |
| Auguststraße 85 53° 8′ 52″ N, 8° 12′ 11″ O | Wohnhaus            | Zweigeschossiger, Putzbau auf hohem Sockelgeschoss mit Walmdach. Im EG zweiachsiger Altan, in der rechten Achse Eingangsportal mit Dreiecksgiebel. Obergeschossfenster mit geraden Verdachungen. 1894/95 von d. Willers errichtet. | 37455506 | BW   |
| Auguststraße 86 53° 8′ 53″ N, 8° 12′ 12″ O | Wohnhaus            | Zweigeschossiger, fünfachsiger Putzbau auf hohem Sockelgeschoss mit Walmdach. Eingang in der linken Achse; vierte und fünfte Achse leicht vorgezogen und durch Altan und Dreiecksgiebel betont. Im OG Rundbogenfenster mit geraden Verdachungen. 1894 von Albert Johann Roskamp errichtet. | 37455413 | BW   |
| Auguststraße 87 53° 8′ 53″ N, 8° 12′ 10″ O | Wohnhaus            | Zweigeschossiger, fünfachsiger Putzbau auf hohem Sockelgeschoss mit Walmdach. Die ersten beiden Achsen zu einem dreiseitigen Altan vorgezogen. Vorbau im Sockelgeschoss mit Austritt; in der rechten Achse Eingangsportal mit Dreiecksgiebel. 1894/95 von D. Willers errichtet. | 37455529 | BW   |
| Auguststraße 88 53° 8′ 53″ N, 8° 12′ 12″ O | Wohnhaus            | Zweigeschossiger Putzbau mit vorgeblendeter Ziegelfassade auf hohem Sockelgeschoss mit Mansarddach. An der Nord-Ost-Ecke dreigeschossiger Turm mit Pyramidendach. An der Fassade außermittig Risalit mit Treppengiebel, dem Risalit vorgelagert eingeschossiger Vorbau mit Pultdach. In der letzten Achse Eingang mit dreiecksgiebelbekröntem Portal. 1898 von Mönning & Sohn errichtet. | 37455436 | BW   |
| Auguststraße 89 53° 8′ 53″ N, 8° 12′ 10″ O | Wohnhaus            | Eineinhalbgeschossiger Putzbau mit hohem Sockelgeschoss und giebelständigem Satteldach. Eingeritzte Querfugen, Verdachungen der Fenster im OG. Die beiden linken Achsen risalitartig vorgezogen. Eingang an der rechten Traufseite in einem zweigeschossigen Vorbau mit Satteldach. 1895 von Architekt D. Willers errichtet. | 37455779 | BW   |
| Auguststraße 90 53° 8′ 53″ N, 8° 12′ 12″ O | Wohnhaus            | Eingeschossiger Putzbau mit vorgeblendeter Ziegelfassade auf hohem Sockelgeschoss unter Mansarddach. Durch Vorsprünge und Anbauten asymmetrisch gegliedert, Risalite mit Schweifgiebeln. Zierelemente wie Fensterrahumgen in Putz abgesetzt. 1894 von Albert Johann Roskamp für Wilhelm Stammer errichtet. | 37473837 | BW   |
| Auguststraße 92 53° 8′ 54″ N, 8° 12′ 12″ O | Wohnhaus            | Zweigeschossiger Putzbau auf hohem Sockelgeschoss mit ineinanderverschränkten Satteldächern. Traufständiger Teil zurückgesetzt, dort Eingang mit Freitreppe. Giebelständiger Teil zweiachsig mit dreiseitigem Standerker. 1896 von Albert Johann Roskamp. | 37473859 | BW   |